# 日華議員懇談会
日華議員懇談会（にっかぎいんこんだんかい、略称：日華懇）とは、日本と国交のない中華民国（台湾）との関係強化を目的とした超党派の議員連盟である。

## 概要
前身の日華関係議員懇談会は、日本と台湾が国交を断絶してからまもない1973年3月14日、灘尾弘吉、藤尾正行、中川一郎、玉置和郎、田中龍夫、渡辺美智雄ら27名が発起人となり、自由民主党議員の3分の1以上にあたる152名（衆議院議員99名、参議院議員53名）が参加して発足した。初代会長には、灘尾が就任した。
1997年、超党派の日華議員懇談会に改組された。発足時には、国会議員の約40％にあたる300名（自民党202名、新進党86名、太陽党7名、新党さきがけ5名）が参加。会長には山中貞則、副会長には小沢辰男、村上正邦、平沼赳夫、前田勲男が就いた。
2017年に平沼赳夫が政界を引退した以降、会長職は空席となっていたが、2018年3月に、2015年から幹事長を務めていた古屋圭司が会長職に就いた。
2025年3月現在の所属議員は288名。
なお、このほかの日台関係の議員連盟ないし議員グループとしては、
- 自民党系の
- 「日本・台湾友好議員連盟」・・会長の小林興起らが郵政民営化反対で離党したため、休眠状態となった。
- 「日台経済文化交流を促進する若手議員の会(日台若手議連)｣・・岸信夫を会長に自民党青年局のメンバーなどで構成。
- 民主党系の
- 「日本台湾友好議員懇談会」
- 「日本･台湾安保経済研究会」・・民主党保守系で構成されたが、会長の中津川博郷らの落選により休眠状態に。

がある。

## 役員
- 会長　　　：古屋圭司
- 副会長　　：笠浩史、石井章、榛葉賀津也、江藤拓、長島昭久
- 幹事長　　：萩生田光一
- 幹事長代理：金子恭之、小宮山泰子
- 副幹事長　：井上信治、西銘恒三郎、山下貴司、山本順三、有村治子、山谷えり子、北村経夫、田嶋要、東徹、浜口誠
- 事務局長　：木原稔
- 事務局代行：佐々木紀
- 事務局代理：滝波宏文、源馬謙太郎
- 事務局次長：鈴木英敬、平沼正二郎、岸信千世、吉田眞次、太栄志、片山大介

## 会員
2025年３月現在の所属議員は288名、当該する議員のホームページや収支報告書で確認できる議員を掲載（順不同）
自民党
- 金子恭之
- 古川禎久
- 山本順三
- 簗和生
- 中村裕之
- 國場幸之助
- 田野瀬太道
- 木原稔
- 麻生太郎
- 片山さつき
- 小林史明
- 平井卓也
- 佐藤啓
- 鶴保庸介
- 松下新平
- 石井浩郎
- 野田聖子

立憲民主党
- 亀井亜紀子[2]
- 重徳和彦[3]
- 太栄志
- 牧義夫
- 森山浩行
- 笠浩史

国民民主党
- 足立康史

参政党
- 安藤裕

日本維新の会
- 遠藤敬
- 井上英孝

有志の会
- 北神圭朗
- 福島伸享

## 元会員
- 灘尾弘吉（元会長・1983年に衆議院議員を引退）
- 中川一郎（1983年に死去）
- 玉置和郎（1987年に死去）
- 田中龍夫（1990年に衆議院議員を引退）
- 渡辺美智雄（1995年に死去）
- 藤尾正行（元会長・1996年に衆議院議員を引退）
- 前田勲男（元副会長・1998年に落選）
- 小沢辰男（元副会長・2000年に衆議院議員を引退）
- 村上正邦（元副会長・2001年に参議院議員を辞職→引退）
- 山中貞則（元会長・2004年に死去）
- 佐藤信二（元会長・2005年に衆議院議員を引退）
- 関谷勝嗣（元副会長・2007年に落選）
- 山中燁子（2009年に落選）
- 中川昭一（2009年に落選）
- 矢野哲朗（2010年に参議院議員を引退）
- 中井洽（2012年に衆議院議員を引退）
- 鳩山由紀夫（2012年に衆議院議員を引退）
- 藤井裕久（2012年に衆議院議員を引退）
- 大江康弘（2013年に参議院議員を辞職）
- 藤井孝男（元幹事長・2014年に落選）
- 西岡新（2014年に落選）
- 小池百合子（2016年に衆議院議員を辞職）
- 水野賢一（2016年に落選）
- 安井美沙子（2016年に参議院議員を引退）
- 平沼赳夫（元会長・2017年に衆議院議員を引退）
- 武藤貴也（2017年に衆議院議員を引退）
- 土屋正忠（2017年に落選）
- 田畑毅（2019年に衆議院議員を辞職→引退）
- 小此木八郎 （2021年に衆議院議員を辞職→引退）
- 石原伸晃（2021年に落選）
- 上野宏史（2021年に落選）
- 左藤章（2021年に落選）
- 河村建夫（2021年に衆議院議員を引退）
- 富田茂之（2021年に衆議院議員を引退）
- 山口泰明（2021年に衆議院議員を引退）
- 水落敏栄 （2022年に落選）
- 岸信夫（元幹事長・2023年に衆議院議員を辞職→引退）
- 小島敏文（2024年に落選）
- 衛藤征士郎（元顧問・2024年に落選）
- 塚田一郎（2024年に落選）
- 若宮健嗣（2024年に落選）
- 大野泰正（2025年に参議院議員を引退）
- 石井正弘（2025年に参議院議員を引退）
- 衛藤晟一（元副会長・2025年に参議院議員を引退）
- 武見敬三（元副幹事長・2025年に落選）
- 山東昭子（元顧問・2025年に落選）
- 和田政宗（2025年に落選）

## 近年の主な活動と出来事
- 2003年4月28日：副会長の麻生太郎・自民党政調会長（当時）が、自民党の現職の党三役としては初めて訪台し、陳水扁総統を表敬訪問。
- 2007年6月21日：王金平立法院長（国会議長に相当）が来日し、平沼赳夫会長と会談。
- 2007年10月10日：玉澤徳一郎元農水相を顧問とする国慶祝賀訪台団が陳水扁総統と会見。
- 2008年2月18日：陳水扁総統が、佐藤信二前会長と平沼赳夫会長に対して、台湾で外国人議員に贈る最高栄誉の勲章である「大綬景星勲章」を授与した。
- 2008年7月4日：平沼赳夫会長主催で許世楷駐日代表夫妻の送別会を開催。
- 2008年8月4日：矢野哲朗元外務副大臣を団長とする訪台団が馬英九総統と会見。
- 2008年8月7日：王金平・立法院長が、麻生太郎自民党幹事長（当時）の招きで来日し、10数名の日華懇議員と会談。
- 2008年9月24日：麻生内閣が発足し、日華懇メンバー11名が閣僚入り。
- 2008年10月1日：臨時総会で馮寄台新駐日代表が着任あいさつ。
- 2009年11月25日：政権交代後初の総会で、平沼会長の続投と188名の会員を承認。
- 2011年10月27日：国立故宮博物院の日本での展覧会開催に向け、「台北故宮博物院日本展覧会実行委員会」を設立[4]。
- 2014年：東京国立博物館・九州国立博物館にて開催された特別展｢台北 国立故宮博物院－神品至宝－｣に特別後援として協力[5]。
- 2019年3月22日：世界保健機関年次総会への台湾のオブザーバー参加を支持する決議[6]。
- 2019年10月10日：会長以下30人余りの国会議員が双十国慶節の式典と夕食会に出席[7]。
- 2020年8月9日：李登輝元総統死去に伴い、日華懇が中心となった弔問団が訪台。同月19日に国会内で報告会を実施[8]。